# 希臘足球超級聯賽2
希臘足球超級聯賽2 （希臘文：Σούπερ Ελλάδα Λίγκα 2，英文：Super League Greece） 是希臘职业足球联赛中乙級組別聯賽。因應希臘足球聯賽系統改制而於2019-20球季起設立。

## 外部連結
- 官方網站 （页面存档备份，存于） （希臘語）